# Montserrat Cadevall i Vigués
Montserrat Cadevall i Vigués (Terrassa, 1959) és una cantant coral catalana.
Es va vincular des que era nena al Cor Infantil de la Coral Ègara de Ràdio Terrassa, i també és presidenta de l'Agrupació Coral Matadepera. El 2003 fou nomenada presidenta de la Federació Catalana d'Entitats Corals (FCEC), càrrec que ostenta des d'aleshores. S'ha dedicat a augmentar la presència de la FCEC arreu del territori català realitzant més de cinc-cents concerts corals, i alhora ha incrementat la seva participació internacional en festivals, assemblees i trobades d'arreu del món, assolint que Barcelona hagi estat la seu del Simposi Mundial de Música Coral de 2017, organitzada per la FCEC i la Federació Internacional per la Música Coral (IFCM). En 2015 va rebre un dels Premis d'Actuació Cívica de la Fundació Lluís Carulla.